# Pascoea angustana
Pascoea angustana là một loài bọ cánh cứng trong họ Cerambycidae.